# Bert van den Brink

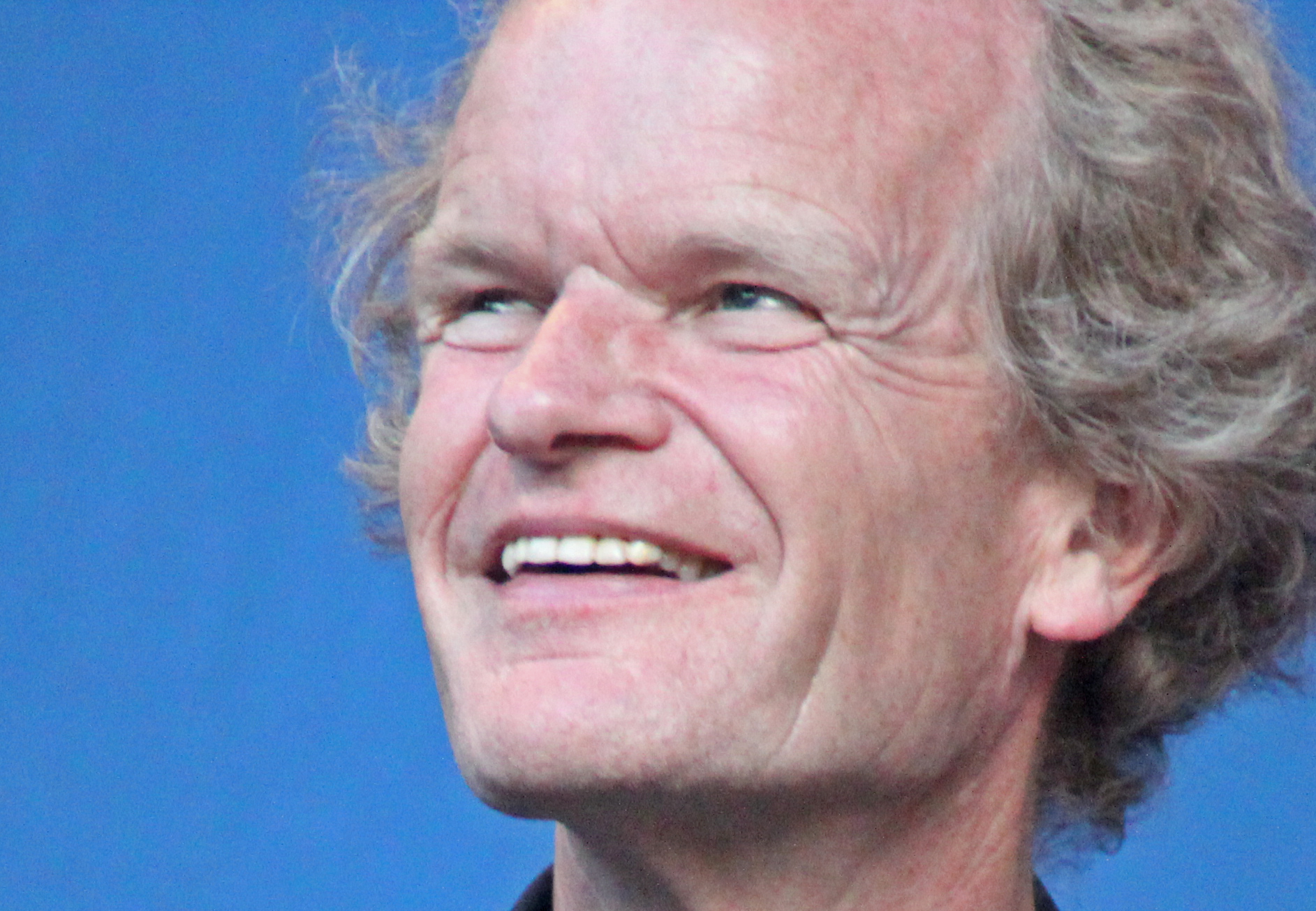
Bert van den Brink 2017 bei Jazz im Palmengarten in Frankfurt

Bert van den Brink (* 24. Juli 1958) ist ein niederländischer Jazz-Pianist, Komponist, Musikproduzent und Arrangeur.

## Leben und Wirken
Van den Brink, der von Geburt an blind ist, bekam mit 5 Jahren ersten Klavierunterricht und besuchte ab 1976 das Konservatorium Utrecht, wo er bei Herman Uhlhorn studierte. 1982 schloss er „cum laude“ ab und wurde im selben Jahr Lehrer für Jazz-Piano am Konservatorium von Utrecht. Nach seinem Abschluss gab er zunächst auch klassische Konzerte (z. B. Lunch Concerts im Concertgebouw Amsterdam), wechselte aber dann ganz zu Jazz, wo er nach eigener Aussage Autodidakt ist. Zunächst war er Mitglied des Amstel Octets (mit John Engels Schlagzeug, Hein van de Geyn Bass), mit dem er mit Chet Baker aufnahm (Album Hazy Hugs 1985). Danach trat er mit Jazzmusikern wie Benny Golson, dem Gitarristen Jesse van  Ruller (im Duo 2004, Album In Pursuit 2006), dem Pianisten Clare Fischer (Bert van den Brink Invites Clare Fischer 2001), Rick Margitza, Cor Bakker, Philip Catherine (Live-Album 1997), Enrico Pieranunzi (Album Daedalus Wings 1999), Toots Thielemans (im Duo 1997), Lee Konitz und Nat Adderley auf. Er begleitete die Sängerinnen Dee Dee Bridgewater (auf Tour 1990/91, Aufnahmen vom Montreux Jazz Festival 1990), Heleen van den Hombergh, deren Quartett er leitet, und die aus Suriname stammende niederländische Sängerin Denise Jannah (für die er auch arrangiert, Album The Madness of Our Love 1999), Miranda van Kralingen und Maria Markesini. Nach 2000 spielte er im Trio von Joe van Enkhuizen und begleitete mit eigenem Trio Jan Verwey.
Seit 1997 hat van den Brink mehrere Solo-Alben herausgebracht (Wondering 1997, Jazz at the Pinehill 2001, Bert´s Bytes Volume 1 2007, Reflections 2009), aber auch ein Album auf der Kirchenorgel (Blowing, 2013). Er tritt auch im Trio mit Hein van de Geyn am Bass und Hans van Oosterhout Schlagzeug auf („Between Us“, Livemitschnitt 2002 aus dem Bimhuis in Amsterdam). Er komponierte und arrangierte auch für das „Metropole Orchestra“ und den holländischen Kabarettisten, TV-Moderator und Sänger Paul de Leeuw.
Van den Brink spielt gelegentlich auch noch klassische Musik, beispielsweise begleitete er den Sänger Thomas Oliemans in Franz Schuberts Winterreise. Mit dem südafrikanischen Sänger Jannie du Toit veröffentlichte er 2017 das Album Grenzenloos Nederlands - Jules de Corte.

## Auszeichnungen
2007 gewann er den Boy-Edgar-Preis. Für Jazz at the Pinehill von 2001 war er für einen Edison-Preis nominiert.